# Henry Wolsey Bayfield
Pour les articles homonymes, voir Wolsey et Bayfield.
Henry Wolsey Bayfield, né le 21 janvier 1795 à Hull (Angleterre) et mort le 10 février 1885 à Charlottetown (Île-du-Prince-Édouard), est un officier de marine britannique des XVIIIe et XIXe siècles.

## Biographie
Né le 21 janvier 1795 à Hull, un important port de la mer du Nord, en Angleterre. Il n’avait pas encore onze ans lorsqu’il s’engagea comme gentleman surnuméraire sur le HMS Pompey, de la Royal Navy. En se distinguant à plusieurs reprises dans les combats, il poursuivit sa carrière comme aspirant, puis comme lieutenant et comme capitaine intérimaire. En 1816, il est affecté au HMS Prince Regent, attaché au quartier général des forces navales britanniques à Kingston, Haut-Canada (Ontario). Il est alors recruté par le capitaine W.F.W. Owen, officier responsable des Grands Lacs et hydrographe, afin d’aider au relevé des Grands Lacs qui avait débuté l’année précédente. En 1817, âgé de 22 ans, Bayfield est chargé de poursuivre seul le relevé des lacs Erié et Huron et réalise de 1823 à 1825 celui du lac Supérieur. En 1826, il est nommé commandant en récompense de ses services.
C’est alors qu’il proposa à l’Amirauté d’effectuer l’hydrographie du Saint-Laurent entre Montréal et la côte ouest de Terre-Neuve. En effet, les cartes existantes étaient incomplètes ou imprécises et la navigation dans ces eaux était particulièrement dangereuse. Bayfield prit comme assistants le lieutenant Philip Collins, l’aspirant Augustus Bowen et un chirurgien, le Dr. William Kelly, et fit construire une goélette de 140 tonneaux particulièrement robuste, la Gulnare (nom de la Princesse de la Mer dans l'Histoire de Beder des Contes des Mille et une Nuits), qui fut achevée en 1828.
De 1827 à 1840, Bayfield se consacra entièrement à cette tâche immense. Durant ces quatorze années, ses activités couvrirent la rive nord du fleuve, le lac Saint-Pierre, les ports de Montréal et de Québec, le Saguenay, la rive nord de la Gaspésie, le détroit de Belle-Isle, la côte du Labrador de Belle-Isle au cap St-Lewis, une partie de la côte ouest de Terre-Neuve, l’île d’Anticosti et les îles de la Madeleine, la baie des Chaleurs, la côte du Nouveau-Brunswick ainsi que les rivières Mirachimi, Restigouche, Richibouctou et leurs principaux ports.
Son journal de bord relate les conditions extrêmes de l'entreprise : les moustiques et mouches noires sont une épreuve quotidienne, des accidents graves menant parfois à des amputations se produisent à bord, des épidémies se déclarent, le ravitaillement est souvent en retard, l'équipage voit sa solde réduite par la hiérarchie militaire et, surtout, cette mission dont le but ultime est de prévenir les naufrages échappe elle-même plusieurs fois de peu à la catastrophe. Ces circonstances poussent quelques membres d'équipage à déserter, mais Bayfield est animé d'un inébranlable sens du devoir. D’après sa biographe, Ruth McKenzie, l’amiral Bayfield était un homme très actif, endurant et aimant s’instruire. De caractère timide et réservé, il était également très puritain et ne supportait pas l’oisiveté ou la licence chez ses hommes d’équipage. Un service religieux avait lieu chaque dimanche à bord de la Gulnare.
La saison finie, en octobre, les observations étaient mises sur papier à son bureau de Québec et envoyées au Bureau d’Hydrographie de l’Amirauté, à Londres, afin d’être imprimées. Bayfield était extrêmement exigeant sur la qualité des cartes, qui sont encore des chefs-d’œuvre de précision et d’élégance. Pour une même zone géographique, le dessin de la carte lui prenait trois fois plus de temps que les relevés.
Dans les Notes sur le Labrador Canadien (1889), Henry de Puyjalon écrivait : «Les cartes de l’amiral Bayfield sont parfaites et rendent les plus utiles services à la grande navigation, mais elles sont insuffisantes pour le cabotage. Elles ne donnent que les approches des ports où peuvent se réfugier les navires de fort tonnage et laissent sans indications suffisamment précises la multitude de petits havres qu’il importe de connaître, pour trafiquer sur cette côte accidentée » (...) Il serait intéressant d'avoir une source précise car cette citation n'existe pas dans le livre de Puyjalon que j'ai consulté sur BanQ
Bayfield s’intéressait également à la géologie, à la zoologie et aux phénomènes météorologiques et publia un certain nombre d’articles scientifiques sur ces sujets. Il était membre de la Royal Astronomical Society, de la Société Géologique de France et membre honoraire du Royal Canadian Institute.
Il se maria en avril 1838, à l’âge de 43 ans, avec Fanny Wright, fille du capitaine (et plus tard général) Charles Wright, des Royal Engineers.
En 1841, il transféra son bureau de Québec à Charlottetown (Île-du-Prince-Édouard) et se consacra pendant les quinze années qui suivirent au relevé des côtes de l’Île-du-Prince-Édouard et de la Nouvelle-Écosse. La première Gulnare, attaquée par la carie sèche, fut remplacée par une deuxième Gulnare, une goélette de 180 tonneaux, et en 1852, celle-ci fut remplacée à son tour par une troisième Gulnare de 212 tonneaux.
Bayfield acheva sa carrière d’hydrographe en publiant un guide de la navigation du Saint-Laurent, qui parut en 1860 en deux volumes sous le titre de The St. Lawrence Pilot, et un ouvrage analogue pour la Nouvelle-Écosse, The Nova Scotia Pilot, qui parut de 1856 à 1860.
Contre-amiral en 1856, Bayfield fut promu vice-amiral en 1863 et amiral en 1867. Il mourut le 10 février 1885 à Charlottetown, à l’âge de 90 ans.
Depuis, le Service hydrographique du Canada nomme habituellement un de ses navires en son honneur. L'île Bayfield, sur la Basse-Côte-Nord, porte son nom. Elle est située près du Petit-Rigolet, au nord-est du village de La Tabatière.